# Zétényi Tamás
Zétényi Tamás (Budapest, 1985 –) Artisjus-díjas magyar csellóművész, a győri Széchenyi István Egyetem docense, a Közép-Európai Egyetem zenei együtteseinek vezetője. É. Kiss Katalin Széchenyi-díjas nyelvész fia.

## Tanulmányai[6]
A Zeneakadémián Onczay Csaba és Koó Tamás növendéke volt. Később a berlini Universität der Künste-n tanult Wolfgang Boettcher irányításával, majd a New York Állam-beli Bard College-on, ahol Peter Wiley és Luis Garcia-Renart voltak a tanárai.  Perényi Miklós, Fenyő László, Mérei Tamás, Heinrich Schiff, Irene Sharp, és Guido Schiefen mesterkurzusait látogatta.
Doktori fokozatát a Zeneakadémián szerezte. Disszertációjának címe: Liszt Ferenc gordonkás kamarazenéje.

## Tevékenysége
A budapesti koncertélet meghatározó szereplője, a Classicus Quartet alapítója. Több tucat kortárs zenemű bemutatója köthető a nevéhez. Többek között Balogh Máté, Dargay Marcell, Dukay Barnabás, Jeney Zoltán, Kedves Csanád, Sándor László, Tihanyi László, Sáry László és Serei Zsolt műveinek ősbemutatóiban működött közre. Doktori koncertjén Tornyai Péter Dixit című, neki dedikált oratóriumának csellószólóját játszotta. A CentriFUGA kortárs zenei műhely állandó előadója. A 2010-es évek eleje óta a Közép-Európai Egyetem zenei együtteseinek vezetője.  Állandó vendégművész az UMZE, a ZAK Ensemble, a THReNSeMBle, a Componensemble, a Musicien Libres, a CentriFUGA és a Rondino Együttes koncertjein. Alapító tagként játszik továbbá a Classicus Ensemble-ban, a Classicus Quartetben és a Trio Passacagliában.
2020. január 10-én önálló estet adott a Budapest Music Center-ben, amelyen Kurtág György, Jeney Zoltán és Tornyai Péter művei mellett Ligeti György Brácsaszonátáját is eljátszotta, saját átiratában.
2020 nyarán a BMC Records gondozásában elkészítette első szólólemezét, Bach-, Kodály-, Ligeti- és Kurtág-művekből. A lemezen saját Bach-átiratai is hallhatóak.